# Serinette

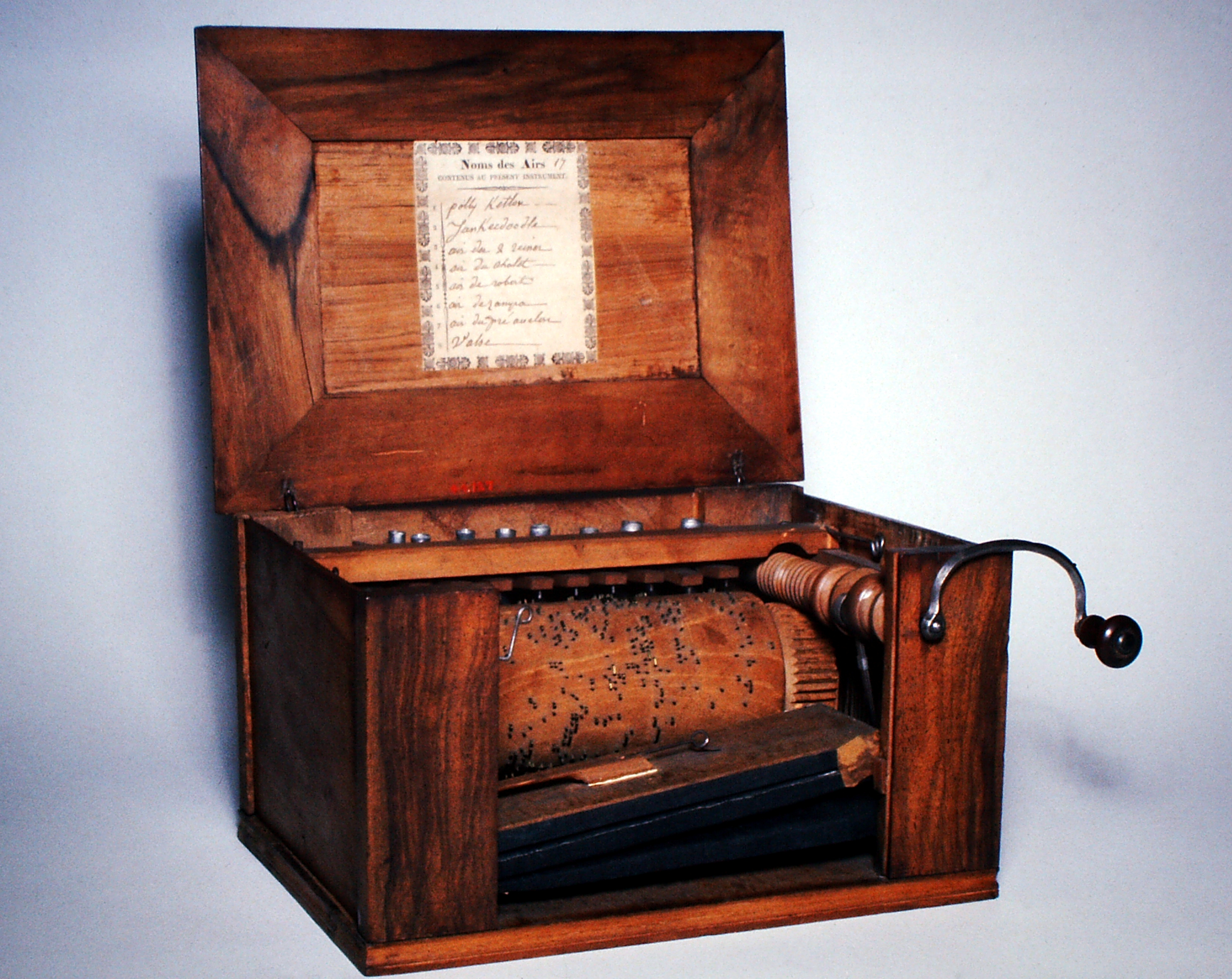
Serinette aus Frankreich, Anfang 19. Jahrhundert. Metropolitan Museum of Art

Eine Serinette, auch Vogelorgel, ist ein einfaches mechanisches Musikinstrument. Die kleine Drehorgel wurde ursprünglich zum Abrichten von in Käfigen gehaltenen Singvögeln, insbesondere der Finkenarten Girlitz (lateinisch serinus serinus) und Zeisig (französisch serin), verwendet.
Eine typische Serinette enthält in einem Holzkasten zehn Pfeifen aus Holz oder Metall, die in dem Vogelgesang angepasster Tonhöhe bis zu acht einfache populäre Melodien wiedergeben können. Der Ablauf der Melodien wird auf einer Walze mittels Stiften aufgebracht, die Ventile an den einzelnen Pfeifen öffnen oder schließen. Gleichzeitig wird mit der Handkurbel, welche die Walze in Bewegung bringt, auch ein Blasebalg betätigt, der die nötige Luft (Wind) erzeugt.
Die ersten Serinetten wurden in der ersten Hälfte des 18. Jahrhunderts gebaut. Ein Zentrum für den Bau solcher und anderer Drehorgeln war Mirecourt auf der lothringischen Seite der Vogesen, südlich von Nancy gelegen.
Im 19. Jahrhundert war die Serinette, unabhängig von ihrem ursprünglichen Zweck, häufig in bürgerlichen Salons als Unterhaltungsinstrument oder, wie die Spieluhr, als Kinderspielzeug anzutreffen. Serinetten waren damit Luxusartikel im Unterschied von den meist von Bettlern eingesetzten Drehorgeln. Als die ersten Phonographen aufkamen, verloren Serinetten wie auch andere mechanische Musikautomaten an Bedeutung.

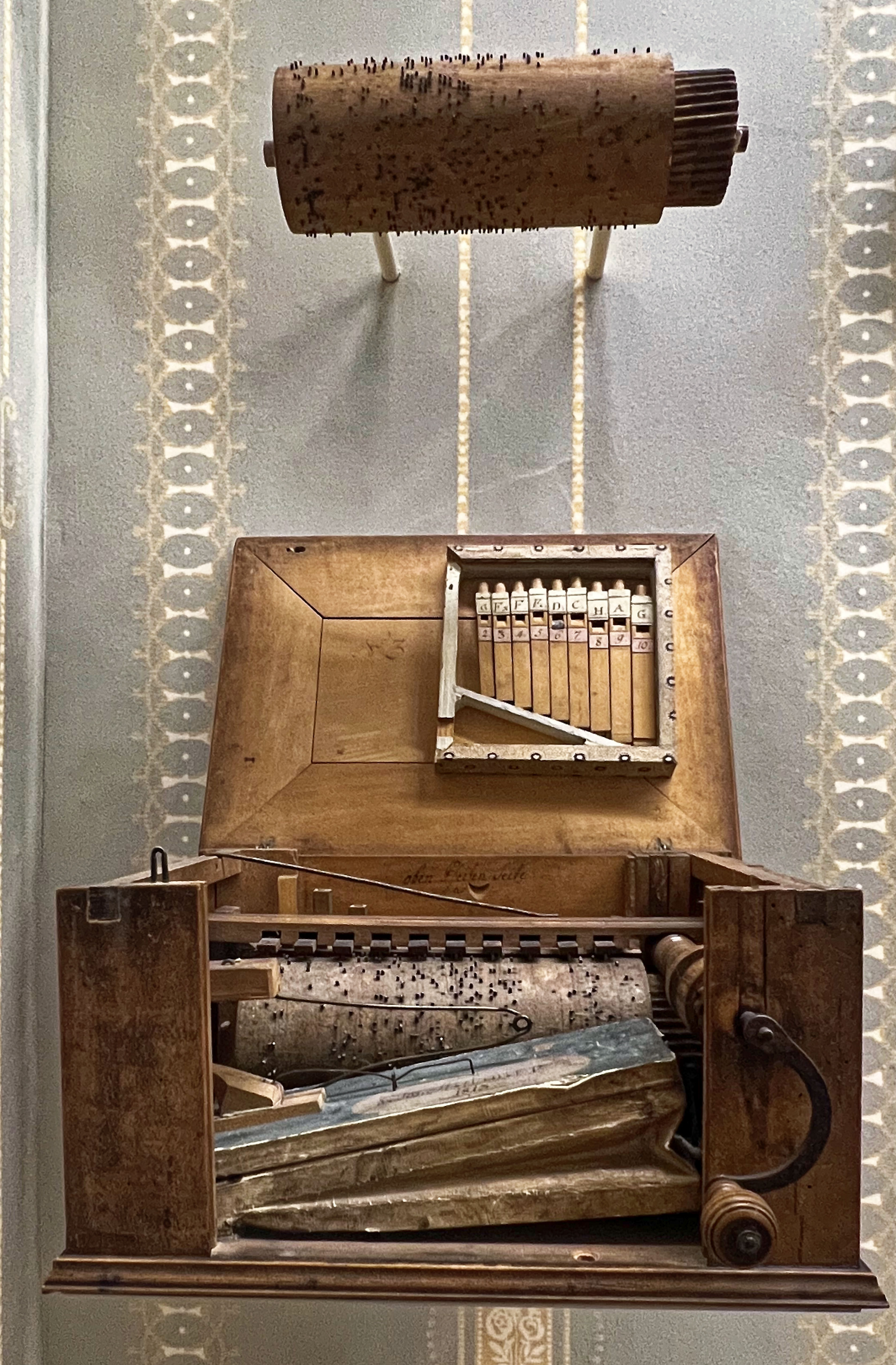
Serinette aus Süddeutschland, 1813. Deutsches Museum
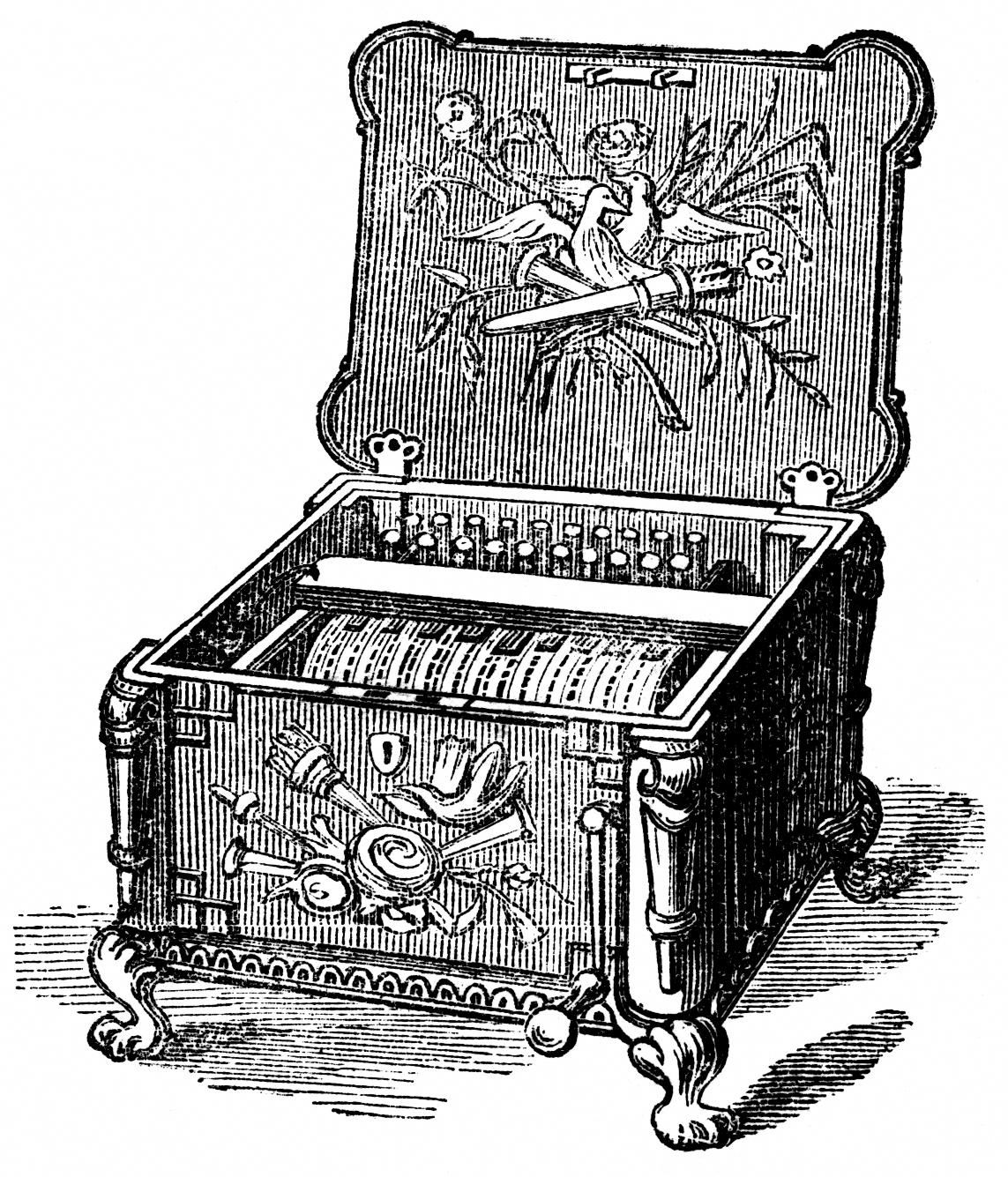
Serinette. Abbildung aus dem Jahr 1870 eines Exemplars im damaligen South Kensington Museum